# Fuchsia arborescens
Fuchsia arborescens là một loài thực vật có hoa trong họ Anh thảo chiều. Loài này được Sims mô tả khoa học đầu tiên năm 1826.

## Hình ảnh

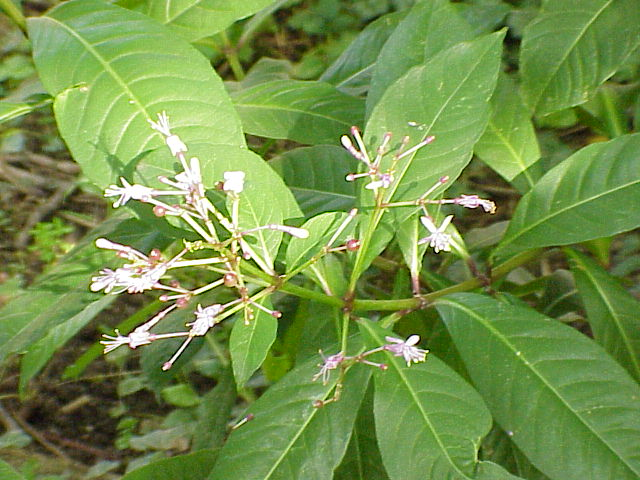
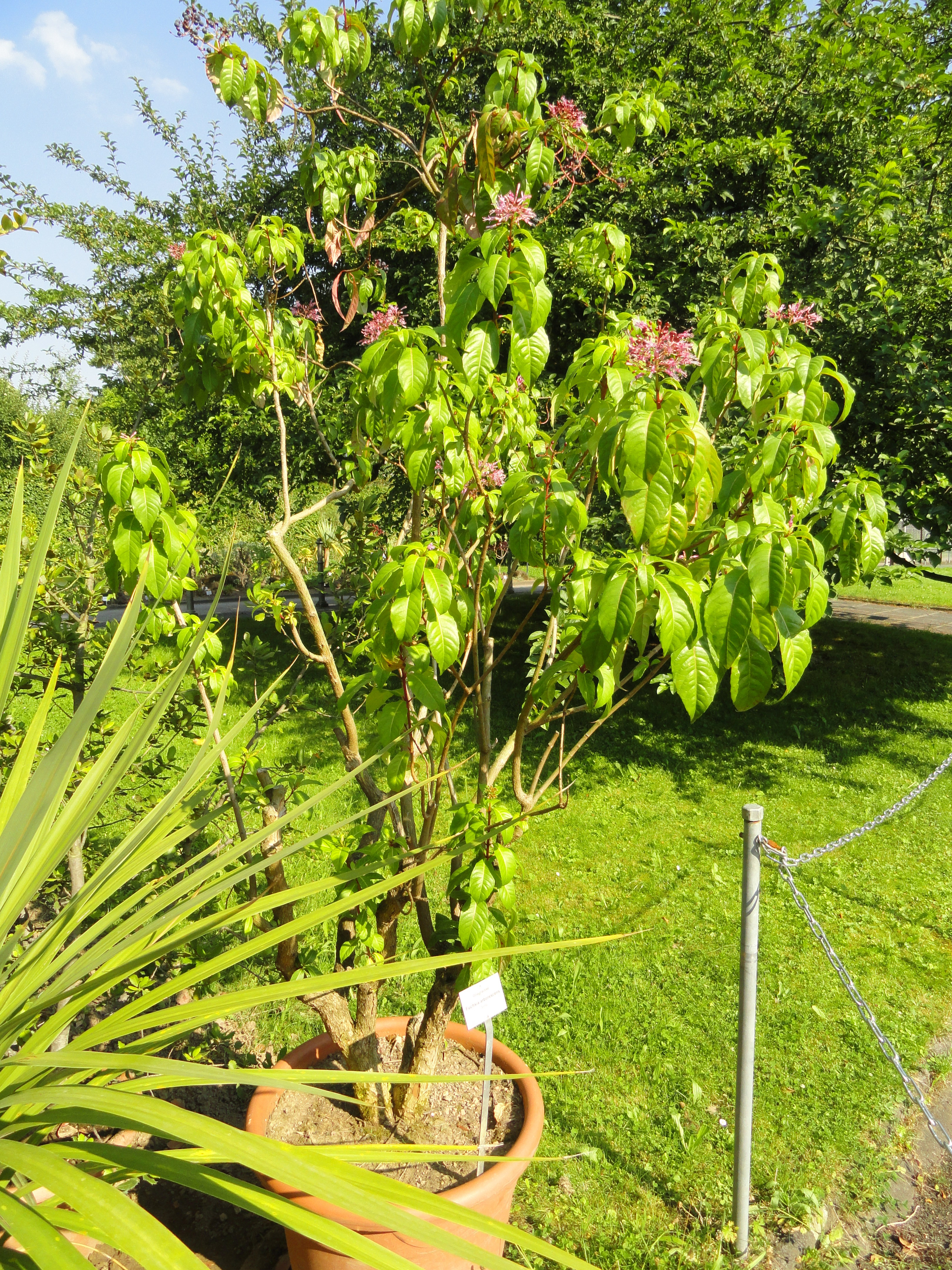
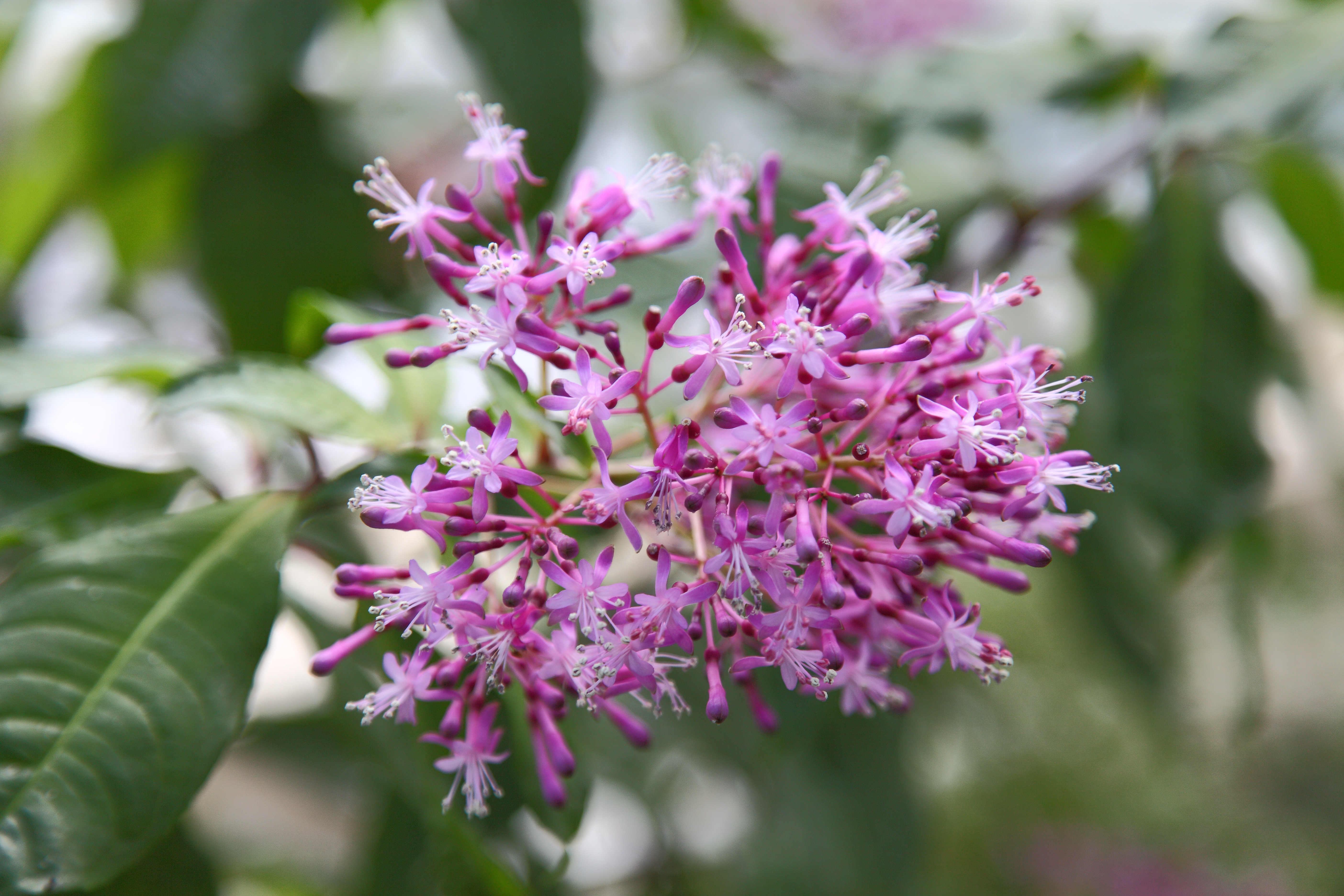
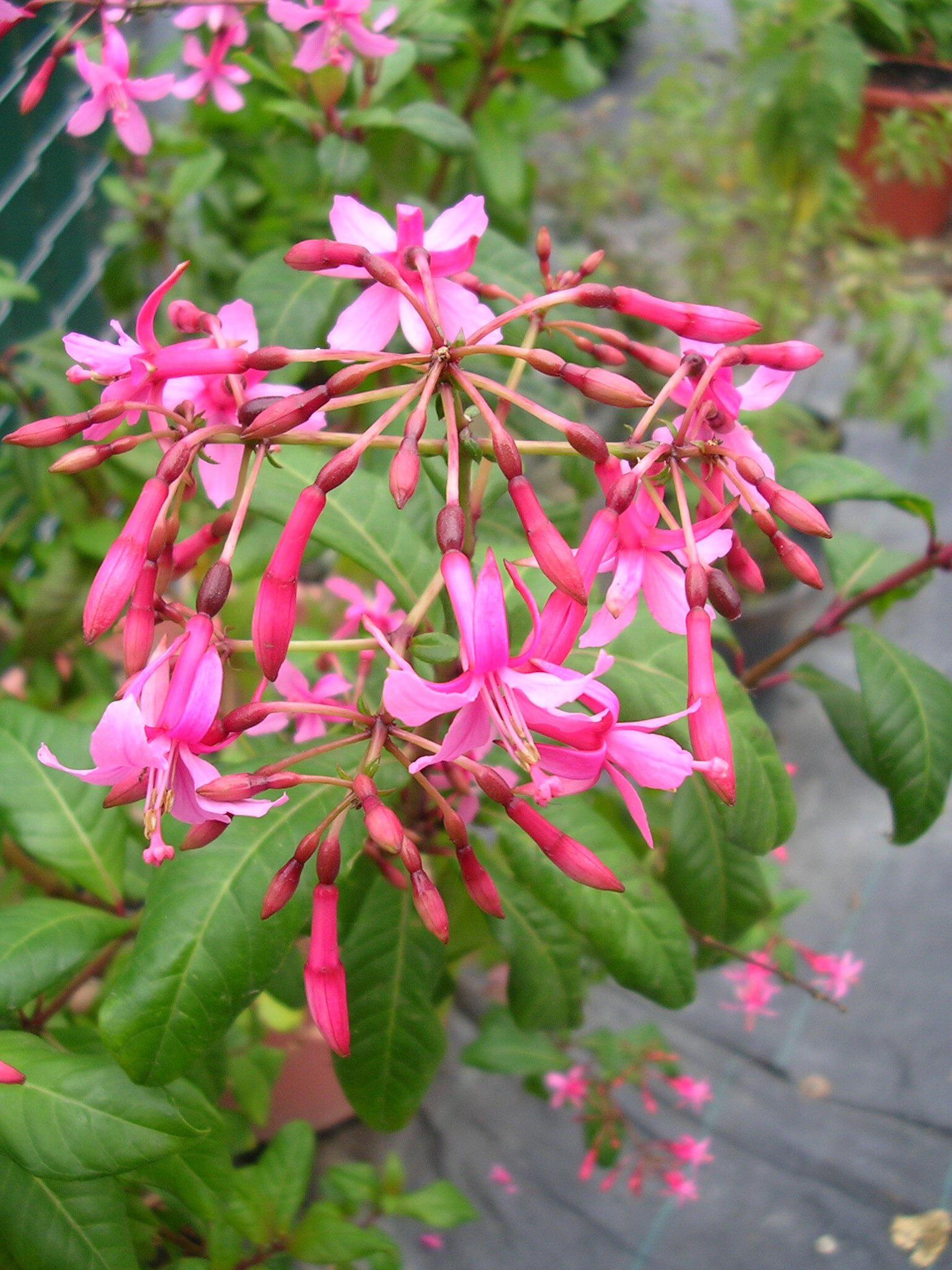